# Ванзейська конференція
Ванзейська конференція (нім. Wannseekonferenz) — зустріч вищих посадових осіб нацистської Німеччини, що відбулася в передмісті Берліна Ванзее 20 січня 1942 року.
Метою конференції, скликаної керівником Головного управління імперської безпеки (RSHA) обергрупенфюрером Рейнгардом Гейдріхом, полягала в забезпеченні адміністративної співпраці керівників різних державних відомств у здійсненні остаточного вирішення єврейського питання, в результаті чого більшість євреїв окупованої Європи будуть депортовані до Польщі й убиті. Учасниками конференції були представники ряду міністерств, у тому числі державні секретарі Міністерства закордонних справ, Мін'юсту, внутрішніх справ і державних міністерств, а також представники з СС. У ході зустрічі Гейдріх описав, яким чином європейські євреї будуть переміщені із заходу на схід і відправлені у табори смерті у Генерал-губернаторстві (окупована частина Польщі), де вони будуть убиті.
Узаконена дискримінація євреїв розпочалася відразу ж після захоплення нацистами влади 30 січня 1933 року. Насильство та економічний тиск було використано нацистським режимом, щоб змусити євреїв добровільно покинути країну. Після вторгнення у Польщу у вересні 1939 року почалося знищення європейського єврейства, вбивства тривали й прискорилися після вторгнення в Радянський Союз у червні 1941 року. 31 липня 1941 року Герман Герінг дав письмовий дозвіл Гейдріху підготувати та представити план для «остаточного вирішення єврейського питання» на територіях, підконтрольних Німеччині, і координування участі всіх залучених урядових організацій. На Ванзейській конференції Гейдріх наголосив, що, як тільки процес депортації буде завершений, винищення стане внутрішньою справою під контролем СС. Другорядною метою було прийти до визначення, хто був євреєм і таким чином визначити обсяг винищування.
До початку Нюрнберзького процесу одна вціліла копія Ванзейського протоколу, із зафіксованим ходом зустрічі, була знайдена генеральним прокурором США Робертом Кемпнером у файлах, які вилучили в Міністерстві закордонних справ Німеччини. Вілла у Ванзеє, де відбулась конференція, нині є Меморіалом Голокосту і музеєм «Будинок Ванзейської конференції».

## Документи
- Dokumente zur Wannsee-Konferenz [Архівовано 14 червня 2017 у Wayback Machine.] mit Faksimiles des Originals: Gesamtprotokoll [Архівовано 11 листопада 2020 у Wayback Machine.] (in Farbe, PDF; 2,9 MB) (нім.)
- Axel Frohn, Klaus Wiegrefe[de]: Das Dokument des Terrors [Архівовано 9 вересня 2020 у Wayback Machine.] / as pdf // Der Spiegel, 9. Februar 2002. (нім.)
- Протокол Ванзейської конференції [Архівовано 19 вересня 2018 у Wayback Machine.] (англ.) / Wannsee Protocol / January 20, 1942; Translation